# Árchez
Árchez é um município da Espanha na província de Málaga, comunidade autónoma da Andaluzia, de área 5 km² com população de 427 habitantes (2004) e densidade populacional de 85,4 hab./km².

## Demografia
| Variação demográfica do município entre 1991 e 2004 | Variação demográfica do município entre 1991 e 2004 | Variação demográfica do município entre 1991 e 2004 | Variação demográfica do município entre 1991 e 2004 |
| --------------------------------------------------- | --------------------------------------------------- | --------------------------------------------------- | --------------------------------------------------- |
| 1991                                                | 1996                                                | 2001                                                | 2004                                                |
| 333                                                 | 341                                                 | 353                                                 | 397                                                 |